# Ochterus bruneiensis
Ochterus bruneiensis – gatunek pluskwiaka różnoskrzydłego z rodziny Ochteridae.
Gatunek ten opisany został w 2010 roku przez Herberta Zettela i Davida Lane'a na podstawie 6 okazów odłowionych przy wodospadzie na rzece Sungai Akar w dystrykcie Brunei-Muara.
Pluskwiak o ciele długości od 3,79 do 3,9 mm. Wierzch ciała ma czarny do ciemnobrązowego z pomarańczowymi: brzegami bocznymi i plamą na brzegu nasadowym przedplecza oraz brzegiem wstawki. Ponadto powierzchnia półpokryw upstrzona jest szarawobiałymi znakami. Spód ciała jest ciemnobrązowy z miejscami pomarańczowobrązowym odwłokiem. Głowę cechują bukule, warga górna i kłujka pomarańczowe do brązowopomarańczowych oraz płytka czołowa z długim żeberkiem środkowym, żółtawobiałą przednią krawędzią oraz nieregularnymi, poprzecznymi zmarszczkami na powierzchni. Oczy są ciemnoczerwone bądź srebrzyste. Przedplecze jest silnie poprzeczne. Samiec odznacza się bardzo długimi włoskami na przednich udach, długim i smukłym wyrostkiem pygoforu oraz śladowym wyrostkiem prawej paramery. Samica ma płytkie wcięcie pośrodku płytki subgenitalnej.
Owad orientalny, znany tylko z Brunei.